# Julian Russell Story
Julian Russell Story, né à Walton-on-Thames en 1857 et mort à Philadelphie en 1919, est un peintre américain.

## Biographie
Julian Russell Story est le fils cadet du sculpteur William Wetmore Story. Après des études au Collège d'Eton et au Brasenose College, il entreprend une formation artistique à partir de 1879 avec le peintre américain Frank Duveneck qui réside alors à Venise. Il se rend ensuite à Paris où il étudie avec Henri Gervex et Ferdinand Humbert et avec Jules Lefebvre à l'Académie Julian.
En 1891, il épouse la chanteuse d'opéra Emma Eames. Le couple achète une maison en Italie et partage sa vie entre l'Europe et les États-Unis. En 1902, les Story s'installent à Philadelphie, sans mettre un terme à leurs voyages en Europe. Ils divorcent en 1907.
En 1906, Story devient associé de la National Academy of Design de New York.

## Œuvre
Portraitiste renommé, Story réalise aussi des scènes de genre et des peintures d'histoire. Il expose régulièrement au salon de Paris du début des années 1880 au tournant des années 1900. Il reçoit une médaille d'or au salon de Berlin de 1891 et une médaille d'argent aux expositions universelles de Paris de 1890 et 1900. La même année, il est fait chevalier de la Légion d'honneur.